# Джерело «Смачне»
Джерело Смачне — гідрологічна пам'ятка природи місцевого значення.
Розташована на території П'ятківської сільської ради Бершадського району Вінницької області. Оголошена відповідно до Рішення Вінницького облвиконкому від 29.08.1984 р. № 371.
Охороняється цінне джерело з великим дебітом води добрих смакових якостей.